# Sibghatullah Mojaddedi
 (décembre 2016).
Si vous disposez d'ouvrages ou d'articles de référence ou si vous connaissez des sites web de qualité traitant du thème abordé ici, merci de compléter l'article en donnant les références utiles à sa vérifiabilité et en les liant à la section « Notes et références ».
En pratique : Quelles sources sont attendues ? Comment ajouter mes sources ?
Sibghatullah Mojaddedi (en pachto : صبغت الله مجددی), né le 26 juin 1926 à Kaboul et mort le 11 février 2019 dans la même ville[réf. nécessaire], est un juriste et homme d'État afghan. 
Il est chef d'État intérimaire de l’Afghanistan en avril 1992 après la chute du gouvernement de Mohammad Najibullah. Il est également le fondateur du Front afghan de libération nationale et le président de la loya jirga de 2003 qui adopte la nouvelle constitution afghane. En 2005, il est nommé président de la Meshrano Jirga, chambre haute de l'Assemblée nationale afghane, et fut à nouveau nommé membre en 2011. Il a également appartenu au Haut conseil de paix.

## Biographie

### Jeunesse
Sibghatullah Mojaddedi est né entre 1925 et 1929 en Afghanistan,,. Sa famille, de Kabul, compte de nombreux érudits religieux, et fait remonter sa descendance au Mujaddid Ahmad Sirhindi, un éminent érudit du XVIe siècle. Les Mojaddedi sont des soufis Naqshbandi,, de l'ethnie pachtoune,.
Sibghatullah Mojaddedi achève ses études de loi et de jurisprudence islamique à l'université al-Azhar du Caire. En 1952, il revient enseigner en Afghanistan au lycée Habibia puis à l'université de Kaboul, où il se fait connaître comme défenseur de l'indépendance de l'Afghanistan,. En 1959, Sibhatullah Mojaddedi est accusé de conspiration contre le dirigeant soviétique Nikita Khrouchtchev lors de la visite de celui-ci à Kaboul et est emprisonné jusqu'en 1963. Il passe ensuite la plupart des années suivantes en exil, y compris pendant le régime taleb, dans plusieurs pays dont le Danemark et le Pakistan, avant d'entrer en politique,.

### Président par intérim de l'Afghanistan (1992)
Sibghatullah Mojaddedi est considéré comme un leader islamiste modéré. Membre du Jebh-e-Nejat-e Melli (Front de libération nationale), il est nommé en février 1989 président du gouvernement afghan islamique intérimaire en exil à Peshawar. 
En avril 1992, un accord négocié sous l'égide de l'ONU aboutit à la création d'un conseil de transition pour gérer le pays après la fin du régime communiste. Mojaddedi préside ainsi le conseil intérimaire de gouvernement à compter du 27 avril. Dès le mois de mai, Burhanuddin Rabbani créé un nouveau conseil dirigeant, qui sape l'autorité de Mojaddedi, qui démissionne et lui abandonne le pouvoir le 28 juin suivant,. L'État islamique d'Afghanistan est ensuite proclamé.
Au cours de son intérim, Sibghatullah Mojaddedi est victime d'un attentat quand son avion d'Ariana Afghan Airlines est touché par une roquette RPG alors qu'il approche de l'aéroport de Kaboul. L'avion peut atterrir sans dommage ni blessés,.

### Après la chute des Talibans
Après la chute des Talibans en 2001, Sibghatullah Mojaddedi quitte le Pakistan pour revenir en Afghanistan, et devient le président de la Loya Jirga, assemblée chargée d'approuver la nouvelle constitution afghane. En 2005, il devient président de la Meshrano Jirga (la chambre haute du parlement afghan), et est renommé en 2011, comme membre. Il participe également au Haut conseil de paix. 
Le 12 mars 2006, deux attentats-suicide ont lieu contre lui, à Kaboul, alors qu'il était parlementaire et l'un des chefs du comité de réconciliation avec les anciens talibans. Les terroristes font exploser un véhicule rempli d'explosifs contre sa voiture en pleine rue. Quatre piétons sont tués et Sibghatullah Mojaddedi fut légèrement blessé par des brûlures aux mains et au visage. Le 26 août 2015, il lance un nouveau parti politique, le Conseil du Jihad et de la politique nationale.